# Story (Wyoming)
Story è un census-designated place degli Stati Uniti d'America, situato nella Contea di Sheridan nello stato del Wyoming. Nel censimento del 2000 la popolazione era di 887 abitanti.

## Geografia fisica
Secondo i rilevamenti dell'United States Census Bureau, la località di Story si estende su una superficie di 35,6 km², tutti occupati da terre.

## Popolazione
Secondo il censimento del 2000, a Story vivevano 887 persone, ed erano presenti 272 gruppi familiari. La densità di popolazione era di 24,9 ab./km². Nel territorio comunale si trovavano 667 unità edificate. Per quanto riguarda la composizione etnica degli abitanti, il 98,87 % era bianco, lo 0,11% era afroamericano, lo 0,34% era nativo, lo 0,23% proveniva dall'Asia, lo 0,23% apparteneva ad altre razze e lo 0,23% a due o più. La popolazione di ogni razza ispanica corrispondeva all'1,35% degli abitanti.
Per quanto riguarda la suddivisione della popolazione in fasce d'età, il 17,4% era al di sotto dei 18, il 4,2% fra i 18 e i 24, il 21,2% fra i 25 e i 44, il 34,9% fra i 45 e i 64, mentre infine il 22,3% era al di sopra dei 65 anni di età. L'età media della popolazione era di 48 anni. Per ogni 100 donne residenti vivevano 109,2 uomini.